# اللبنانيون في المملكة المتحدة
اللبنانيون في المملكة المتحدة تشمل الناس القادمين من لبنان والذين هاجروا إلى المملكة المتحدة وذريتهم.

## تاريخ الاستوطان
كانت هجرة مواطني الشرق الأوسط إلى بريطانيا منذ القرن 17 متفرقة وغير منظمة بشكل كبير. إلا أن هجرة اللبنانيين إلى المملكة المتحدة ارتفعت بحدة بعد عام 1975 مع بداية الحرب الأهلية في لبنان التي دفعت الآلاف من اللبنانيين إلى الهجرة. وتفاقم الخروج في عام 1982 مع الغزو الإسرائيلي. في نفس الوقتقام  العديد من المغتربين اللبنانيين المقيمين في أفريقيا الغربية ، خاصة في نيجيريا، إلى التوجه إلى بريطانيا إثرى وصول الحكومات العسكرية إلى السلطة في تلك المناطق.

## التركيبة السكانية
بحسب تعداد عام 2001، صل عدد الأشخاص من أصول لبنانية إلى 10,459 لبناني المولد. إويعتبر منطقة دجوير رود اللندني واحد من أهم المناطق التي استوطنتها الجالية اللبنانية واستقروا بها وفتحوا محلات بيع الصحف العربية والكتب والموسيقى. ومن المناطق الأخرى التي سمنتها الجاليات اللبنانية في لندن تشمل بايزووتر و وستبورن غروف.

## وصلات خارجية
- البريطانية اللبنانية جمعية
- البريطانية اللبنانية الأعمال
- اللبنانية البريطانية أصدقاء المتحف الوطني
- الأيرلندية اللبنانية الثقافية في مؤسسة
- الجالية اللبنانية في شمال إنجلترا